# Жан II де Бросс
Жан II де Бросс (фр. Jean II de Brosse; ок. 1423 — между 6 августа 1482 и 28 августа 1483) — граф Пентьевра с 1454 года по правам жены (с 1465 года титулярный), виконт Бридье, сеньор Сент-Севера, Буссака и Юриэля.

## Биография
Сын маршала Франции Жана I де Бросса (ум. 1433) и его жены Жанны де Найяк, дамы де Мотт-Жоливе. После смерти отца унаследовал виконтство Бридье, сеньории Сент-Север, Буссак и Юриэл. До женитьбы находился под опекой адмирала Франции Луи де Кюлана — своего двоюродного дяди.
В 14-летнем возрасте (брачный контракт от 18 июня 1437 года) женился на Николь де Шатильон-Блуа, дочери Шарля де Шатильон-Блуа, сеньора д’Авогур, умершего в 1434 году. В 1454 году после смерти дяди Николь унаследовала графство Пентьевр, и Жан II де Бросс принял титул графа.
В этом качестве он являлся вассалом герцогства Бретань. В 1465 году во время войны Лиги общественного блага с королём он отказался служить в бретонской армии, и герцог Франциск II конфисковал Пентьевр согласно феодальным законам.
У жены Жана II Николь де Шатильон были права на Бретонское герцогство (существовавшие ещё с войны 1341—1364 годов). В декабре 1479 года они продали их королю Людовику XI за 50 тысяч ливров и обещание вернуть им или их наследникам Пентьевр после того, когда он станет герцогом Бретани.
В 1532 году издан эдикт об объединении Бретани с Францией, и через 3 года, согласно договору от 23 марта 1535 года, Франциск I передал графство Пентьевр Жану IV де Броссу — правнуку Жана II и Николь, женатому на королевской любовнице Анне де Пислё.

## Семья
Дети:
- Жан III (ум. 1502), титулярный граф Пентьевра, виконт Бридье
- Антуан, виконт Бридье
- Полина, жена графа Невера Жана II
- Клодина (1450—1513), жена герцога Савойи Филиппа II
- Бернарда (ум. 1484), жена Гульельмо VIII Монферратского
- Елена (ум. 1485), жена Бонифация III Монферратского.